# Мацьоха Михайло Маркович
Миха́йло Ма́ркович Мацьо́ха — заслужений працівник фізичної культури і спорту України, заслужений тренер СРСР, заслужений тренер України, почесний громадянин Хмельницького.

## Життєпис
Народився в селі Терешівці Хмельницького району. Від 1971 року працює у Хмельницькій ДЮСШ № 2 «Авангард».
1977 року закінчив Київський інститут фізичної культури та спорту.
Тренер-викладач з важкої атлетики вищої кваліфікаційної категорії, голова федерації важкої атлетики Хмельницької області.
Протягом 1988—1999 років та з 2009-го виконує обов'язки старшого тренера національної збірної команди України з важкої атлетики. Від березня 2015-го — головний тренер національної збірної з важкої атлетики.
Серед вихованців — чемпіон Олімпійських ігор 1996 року Денис Готфрід, Тимур Таймазов, Олексій Торохтій.
Від 2008 року є головним тренером з важкої атлетики спортивного клубу «Епіцентр», у якому готувалися такі спортсмени, як Артем Іванов, Ігор Шимечко, Юрій Чикида.